# Maksi
Maksi é uma cidade e uma nagar panchayat no distrito de Shajapur, no estado indiano de Madhya Pradesh.

## Geografia
Maksi está localizada a 23° 16′ N, 76° 09′ L. Tem uma altitude média de 480 metros (1 574 pés).

## Demografia
Segundo o censo de 2001, Maksi tinha uma população de 18 392 habitantes. Os indivíduos do sexo masculino constituem 52% da população e os do sexo feminino 48%. Maksi tem uma taxa de literacia de 63%, superior à média nacional de 59,5%: a literacia no sexo masculino é de 73% e no sexo feminino é de 53%. Em Maksi, 17% da população está abaixo dos 6 anos de idade.